# باشگاه فوتبال بودوچنوست پودگوریتسا
باشگاه فوتبال بودوچنوست پودگوریتسا (انگلیسی: FK Budućnost Podgorica) یک باشگاه فوتبال در پودگوریتسا، مونته‌نگرو است. این تیم در لیگ دسته اول فوتبال مونته‌نگرو رقابت می‌کند. رنگ‌های این تیم آبی و سفید هستند.
بودوچنوست در سال ۱۹۲۵ تأسیس شد واز سال ۱۹۴۶ با حضور در لیگ دسته اول فوتبال یوگسلاوی، بیشترین حضور را بین باشگاه‌های مونته‌نگرویی در آن لیگ دارد. در دوران حکومت کمونیستی یوگسلاوی که نام شهر پودگوریتسا به «تیتوگراد» تغییر یافت، این باشگاه به نام بودوچنوست تیتوگراد شناخته می‌شد. از زمان استقلال مونته‌نگرو در سال ۲۰۰۶ تاکنون، باشگاه به شش عنوان قهرمانی لیگ دسته اول فوتبال مونته‌نگرو و سه عنوان قهرمانی جام حذفی فوتبال مونته‌نگرو دست یافته است. این باشگاه بیشترین بازی‌ها و فصول حضور در رقابت‌های اروپایی در بین باشگاه‌های مونته‌نگرویی دارد و در سال ۱۹۸۱ قهرمان جام اینترتوتو شد.
این تیم بازیکنان تراز اول زیادی در اروپا از جمله مهاجمان برنده لیگ قهرمانان اروپا، دژان ساویسویچ و پردراگ میاتوویچپرورش داد.